# Joey MacDonald
Joseph "Joey" MacDonald, född 7 februari 1980 i Pictou, Nova Scotia, är en kanadensisk professionell ishockeymålvakt som spelar för Schwenninger Wild Wings i DEL.
MacDonald har tidigare representerat NHL-lagen Boston Bruins, New York Islanders, Toronto Maple Leafs, Detroit Red Wings och Calgary Flames samt ett flertal AHL-lag.

## Statistik
M = Matcher, V = Vinster, F = Förluster, O/ÖF = Oavgjorda/Förluster på övertid eller straffar, MIN = Spelade minuter, IM = Insläppta Mål, N = Nollor, GIM = Genomsnitt insläppta mål per match, R% = Räddningsprocent

### Klubbkarriär
| 1997–98    | Halifax Mooseheads      | QMJHL      | 17  | 3  | 12 | 0  | 816   | 54  | 0 | 3.97 | .880 | 3 | 1 | 2 | 140 | 15 | 0 | 6.43 |      |
| 1998–99    | Peterborough Petes      | OHL        | 47  | 22 | 15 | 2  | 2483  | 123 | 3 | 2.97 | .911 | 3 | 0 | 2 | 145 | 13 | 0 | 5.34 | .871 |
| 1999–00    | Peterborough Petes      | OHL        | 48  | 20 | 15 | 6  | 2641  | 125 | 2 | 2.84 | .911 | 5 | 1 | 4 | 280 | 16 | 1 | 3.43 | .895 |
| 2000–01    | Peterborough Petes      | OHL        | 57  | 25 | 21 | 7  | 3284  | 161 | 1 | 2.94 | .910 | 7 | 3 | 4 | 425 | 18 | 0 | 2.54 | .935 |
| 2001–02    | Toledo Storm            | ECHL       | 39  | 12 | 15 | 7  | 2084  | 100 | 1 | 2.88 | .922 | — | — | — | —   | —  | — | —    | —    |
| 2001–02    | Cincinnati Mighty Ducks | AHL        | —   | —  | —  | —  | —     | —   | — | —    | —    | 1 | 0 | 1 | 84  | 3  | 0 | 2.14 | .939 |
| 2002–03    | Grand Rapids Griffins   | AHL        | 25  | 14 | 6  | 0  | 1336  | 49  | 3 | 2.20 | .916 | 1 | 0 | 0 | 8   | 1  | 0 | 7.95 | .750 |
| 2003–04    | Grand Rapids Griffins   | AHL        | 39  | 22 | 12 | 3  | 2249  | 74  | 6 | 1.97 | .936 | 1 | 0 | 1 | 40  | 4  | 0 | 6.04 | .826 |
| 2004–05    | Grand Rapids Griffins   | AHL        | 66  | 34 | 29 | 2  | 3754  | 143 | 5 | 2.29 | .926 | — | — | — | —   | —  | — | —    | —    |
| 2005–06    | Grand Rapids Griffins   | AHL        | 32  | 17 | 9  | 2  | 1745  | 91  | 2 | 3.13 | .897 | — | — | — | —   | —  | — | —    | —    |
| 2005–06    | Toledo Storm            | ECHL       | 1   | 1  | 0  | 0  | 60    | 1   | 0 | 1.00 | .962 | — | — | — | —   | —  | — | —    | —    |
| 2006–07    | Detroit Red Wings       | NHL        | 8   | 1  | 5  | 1  | 468   | 27  | 0 | 3.46 | .872 | — | — | — | —   | —  | — | —    | —    |
| 2006–07    | Grand Rapids Griffins   | AHL        | 2   | 1  | 1  | 0  | 123   | 6   | 0 | 2.93 | .898 | — | — | — | —   | —  | — | —    | —    |
| 2006–07    | Boston Bruins           | NHL        | 7   | 2  | 2  | 1  | 358   | 16  | 0 | 2.68 | .918 | — | — | — | —   | —  | — | —    | —    |
| 2007–08    | Bridgeport Sound Tigers | AHL        | 38  | 16 | 19 | 2  | 2266  | 109 | 2 | 2.89 | .909 | — | — | — | —   | —  | — | —    | —    |
| 2007–08    | New York Islanders      | NHL        | 2   | 0  | 1  | 1  | 120   | 6   | 0 | 3.00 | .918 | — | — | — | —   | —  | — | —    | —    |
| 2008–09    | New York Islanders      | NHL        | 49  | 14 | 26 | 6  | 2792  | 157 | 1 | 3.37 | .901 | — | — | — | —   | —  | — | —    | —    |
| 2009–10    | Toronto Marlies         | AHL        | 36  | 14 | 19 | 3  | 2112  | 112 | 2 | 3.18 | .893 | — | — | — | —   | —  | — | —    | —    |
| 2009–10    | Toronto Maple Leafs     | NHL        | 6   | 1  | 4  | 0  | 319   | 17  | 0 | 3.20 | .892 | — | — | — | —   | —  | — | —    | —    |
| 2010–11    | Grand Rapids Griffins   | AHL        | 20  | 10 | 9  | 1  | 1164  | 54  | 1 | 2.78 | .894 | — | — | — | —   | —  | — | —    | —    |
| 2010–11    | Detroit Red Wings       | NHL        | 15  | 5  | 5  | 3  | 721   | 31  | 1 | 2.58 | .917 | — | — | — | —   | —  | — | —    | —    |
| 2011–12    | Grand Rapids Griffins   | AHL        | 26  | 11 | 11 | 3  | 1412  | 62  | 3 | 2.63 | .913 | — | — | — | —   | —  | — | —    | —    |
| 2011–12    | Detroit Red Wings       | NHL        | 14  | 8  | 5  | 1  | 806   | 29  | 0 | 2.16 | .912 | — | — | — | —   | —  | — | —    | —    |
| 2012–13    | Calgary Flames          | NHL        | 21  | 8  | 9  | 1  | 1148  | 55  | 0 | 2.87 | .902 | — | — | — | —   | —  | — | —    | —    |
| 2013–14    | Calgary Flames          | NHL        | 11  | 5  | 4  | 1  | 599   | 29  | 0 | 2.90 | .890 | — | — | — | —   | —  | — | —    | —    |
| 2013–14    | Abbotsford Heat         | AHL        | 16  | 5  | 10 | 0  | 900   | 45  | 0 | 3.00 | .909 | — | — | — | —   | —  | — | —    | —    |
| 2014–15    | Hamilton Bulldogs       | AHL        | 26  | 10 | 9  | 6  | 1558  | 72  | 0 | 2.77 | .910 | — | — | — | —   | —  | — | —    | —    |
| NHL totalt | NHL totalt              | NHL totalt | 133 | 44 | 61 | 15 | 7,331 | 367 | 2 | 3.00 | .902 | — | — | — | —   | —  | — | —    | —    |